# Vásárosfalu
Vásárosfalu là một thị trấn thuộc hạt Győr-Moson-Sopron, Hungary. Thị trấn này có diện tích 4,2 km², dân số năm 2010 là 160 người, mật độ 38 người/km².